# Tapiraí kommun, Minas Gerais
Tapiraí är en kommun i Brasilien.   Den ligger i delstaten Minas Gerais, i den sydöstra delen av landet, 500 km söder om huvudstaden Brasília. Antalet invånare är 1 873.
Följande samhällen finns i Tapiraí:
- Tapiraí

Omgivningarna runt Tapiraí är huvudsakligen savann. Runt Tapiraí är det mycket glesbefolkat, med 6 invånare per kvadratkilometer.